# Biumba (província)
Biumba (em inglês: Byumba) era uma intara (província) do centro-norte de Ruanda, com sede em Biumba. Possuía 1 694 quilômetros quadrados de área e segundo censo de 2002, havia 707 786 habitantes. Foi abolida em 2006 com a reformulação territorial do país. Dividia-se em vários distritos:
| Distrito | Nome nativo | População (2002) | Área (km2) |
| -------- | ----------- | ---------------- | ---------- |
| Bungué   | Bungwe      | 80 068           | 141        |
| Biumba   | Byumba      | 66 536           | 72         |
| Garama   | Ngarama     | 73 626           | 187        |
| Humure   | Humure      | 71 485           | 191        |
| Quinira  | Kinihira    | 92 003           | 172        |
| Quissaro | Kisaro      | 77 320           | 190        |
| Rebero   | Rebero      | 79 894           | 241        |
| Ruamico  | Rwamiko     | 91 956           | 256        |
| Ruxaqui  | Rushaki     | 79 484           | 246        |